# Betriebswirtschaftliches Institut für Organisation und Automation
Das Betriebswirtschaftliche Institut für Organisation und Automation (BIFOA) war das erste deutsche universitäre Forschungsinstitut für EDV-unterstützte Betriebswirtschaftliche Organisation. Es bestand bis 1995. Sein Förderverein lebt bis heute in veränderter Zielsetzung fort.

## Geschichte
Die Institutsgeschichte begann am 21. November 1963 mit der Gründung des Vereins zur Förderung des „Betriebswirtschaftlichen Institutes für Organisation und Automation (BIFOA)“ an der Universität zu Köln durch Erwin Grochla in Zusammenarbeit mit der deutschen Wirtschaft. Sitz des Vereins ist Köln.

### Das Institut
Das „Betriebswirtschaftliche Institut für Organisation und Automation“ selbst nahm als „An-Institut“ an der Universität zu Köln unter Leitung von Grochla seine Arbeit am 1. April 1964 auf und war damit das erste seiner Art in Deutschland sowie Vorläufer dessen, was heute unter einem Institut für Wirtschaftsinformatik verstanden werden kann. Es zielte darauf, die Forschung und Entwicklung im Bereich der Computeranwendung in Wirtschaft und Verwaltung zu fördern. 1970 kam als zweiter Direktor Norbert Szyperski aus dem Institut für Planung dazu. Bis in die 1980er Jahre arbeitete das Institut im Bereich der Forschung und Entwicklung sehr erfolgreich. Die Forschungstätigkeiten umfassten Studienkreise, Fachtagungen, Symposien und Workshops, wobei besonderer Wert auf eine enge Zusammenarbeit mit der Praxis gelegt wurde. Der frühe Tod von Erwin Grochla im Jahr 1986 versetzte dem Institut einen schweren Schlag, war dieser doch Gründer, ausdauernder Motor und Seele des BIFOA. Der Tod Grochlas und eine Kombination weiterer Faktoren, wie dem konjunkturellen Einbruch nach der Wiedervereinigung, führte Anfang der 1990er Jahre zu einer erheblichen Verschlechterung der finanziellen Lage des Instituts. In der Folge sah sich das Präsidium des BIFOA Fördervereins gezwungen, das Institut zum 31. Dezember 1995 hin zu schließen.

### Der Förderverein
Dem Verein gehörten je nach gesamtwirtschaftlicher Lage eine unterschiedlich große Anzahl an Unternehmen und Behörden an. Aufgrund der anhaltenden Forschungserfolge des Instituts wuchs diese Zahl bis in die 1980er Jahre stetig, so dass der Förderverein bald über 130 Mitglieder verzeichnen konnte. Geleitet wurde der Förderverein vom Präsidium, dessen Mitglieder zu dieser Zeit vornehmlich aus den Vorständen großer deutscher Unternehmen kamen. So stand etwa von 1982 an Paul Robert Wagner, Vorstandsmitglied des Gerling-Konzerns, als Präsident an der Spitze des Fördervereins.
Nachdem die Lage des Instituts Anfang der 1990er Jahre zunehmend schwieriger wurde, unterbrach der Förderverein nach einstimmiger Beschlussfassung der Mitgliederversammlung am 31. Dezember 1995 die Forschungstätigkeit des Instituts. Der Förderverein selbst setzte seine Tätigkeit unter dem Namen Colo.Net und unter der Führung der Professoren Werner Delfmann, Ulrich Derigs, Erich Frese, Werner Mellis und Dietrich Seibt fort. Erst am 13. Dezember 2004 beschloss die Mitgliederversammlung des Vereins eine inhaltliche Neuausrichtung und damit verbunden eine Umbenennung des Fördervereins in „BIFOA – Verein zur Förderung der Betriebswirtschaftslehre an der Universität zu Köln e. V.“ Unter Führung des neuen Präsidenten des Fördervereins Richard C. Geibel und der Unterstützung des ehemaligen BIFOA-Ko-Direktors im Präsidium, Norbert Szyperski, sollte fortan der Forschungsschwerpunkt stärker auf der Unternehmensentwicklung als permanentem Prozess zur Erhaltung bzw. Steigerung der Wettbewerbsfähigkeit liegen. Weiterer Schwerpunkt sollte die strategische Ausrichtung von Unternehmen unter dem Aspekt der Globalisierung sein. In den Folgejahren konnte dadurch die zuvor zurückgegangene Zahl der Mitglieder auf über 70 wieder deutlich gesteigert werden. Im November 2010 weitete der Förderverein seinen Vereinszweck auf die Förderung der Betriebswirtschaftslehre an der Universität zu Köln sowie der wissensbasierten und technologieorientierten Ausgründungen aus den Hochschulen und Forschungseinrichtungen im Rheinland aus und benannte sich per Mitgliederbeschluss in „BIFOA Förderverein e. V.“ um.
Bereits seit 2007 unterstützt der so neu ausgerichtete BIFOA-Förderverein unter dem Motto „Wissen schafft Wirtschaft“ die Entwicklung von neu gegründeten Unternehmen und den Aufbau des „Entrepreneurship Center Köln (ECK)“. Das Bundeswirtschaftsministerium förderte dieses Engagement im Rahmen des EXist (Förderprogramm) III von Mitte 2007 bis Mitte 2010.
Seit November 2010 trägt der gemeinnützige Verein den Namen BIFOA Förderverein e. V.
Vereinszweck ist die Förderung der Betriebswirtschaftslehre an der Universität zu Köln sowie der wissensbasierten und technologieorientierten Ausgründungen aus den Hochschulen und Forschungseinrichtungen im Rheinland.

## Finanzierung
Da das Institut als außeruniversitäres An-Institut keine finanzielle Unterstützung seitens der Universität erhielt, mussten sämtliche Kosten, insbesondere Personal- und Raumkosten, vom Institut erwirtschaftet beziehungsweise von dessen Förderverein getragen werden. Es finanzierte sich dazu aus Beratungs-, Entwicklungs- und Veranstaltungserlösen. Hinzu kamen Spenden, Drittmittel, Projektmittel und die Mitgliedsbeiträge. Bei alldem durften aufgrund der Gemeinnützigkeit keine Gewinne erzielt werden, so dass auch keine Rücklagen gebildet werden konnten. Dies war unter anderem einer der Gründe, weshalb das Institut nach dem konjunkturellen Einbruch Anfang der 1990er Jahre geschlossen werden musste.

### Erwin-Grochla-Fonds
Die Erfahrung aus den 1990er Jahren führte im weiterhin bestehenden Förderverein zu der Überlegung, dass dessen Aktivitäten unabhängig von der Höhe der Einnahmen aus Mitgliedsbeiträgen und sonstigen Erlösen langfristig finanziell abgesichert werden müssten. Daher beschloss die Mitgliederversammlung auf Vorschlag des Präsidiums die Einrichtung eines Förderungs-Fonds. Dieser wurde 2003 in Gedenken an die besonderen Leistungen des BIFOA-Gründers als „Erwin-Grochla-Fonds“ errichtet. Zweck des Fonds ist die Förderung besonderer wissenschaftlicher Leistungen. Der zunächst mit 200.000 € ausgestattete Fonds wurde 2005 um 50.000 € und 2006 um weitere 10.000 € aufgestockt, so dass er seit 2007 ein Stiftungskapital von 260.000 € aufweist. Entsprechend dem deutschen Stiftungsrecht darf das Fondsvermögen nicht aufgezehrt werden, sondern der Fondszweck muss allein aus den Erträgen des Kapitals gefördert werden.

## Unterstützung von Gründerzentren
Der Förderverein finanziert derzeit gemeinsam mit dem Gründer- und Innovationszentrum (GIZ) das Entrepreneurship Center Köln (ECK), ein Gründerzentrum im Technologiepark Köln-Müngersdorf. In dem Center werden Gründern günstige Büroräume nebst der erforderlichen Infrastruktur zur Verfügung gestellt. Derzeit profitieren mehr als 20 Start-up-Unternehmen, New Ventures, studentische Initiativen und Forschungsgruppen vom Angebot des Centers. Das Angebot der Firmen reicht von Audioguides für Kunst- und Kulturinteressierte über eine Singlebörsen-Vergleichsseite bis hin zur personalisierten Gesundheitsvorsorge auf Basis von genetischen Informationen.
Seit 2012 unterstützt der BIFOA Förderverein zusätzlich den neu gegründeten Inkubator STARTPLATZ im Mediapark 5 in Köln, der sich intensiv um die Förderung von jungen Gründerunternehmen kümmert. Auf einer Fläche von 1000 m² gestartet, wurde er im Juli 2013 nochmals um 700 m² erweitert und bietet heute einen attraktiven Treffpunkt für die Kölner Gründerszene. Der BIFOA Förderverein verbindet im STARTPLATZ Wissenschaft – insbesondere durch die enge Kooperation mit der benachbarten Fresenius University of Applied Sciences – und Wirtschaft.